# Allan George

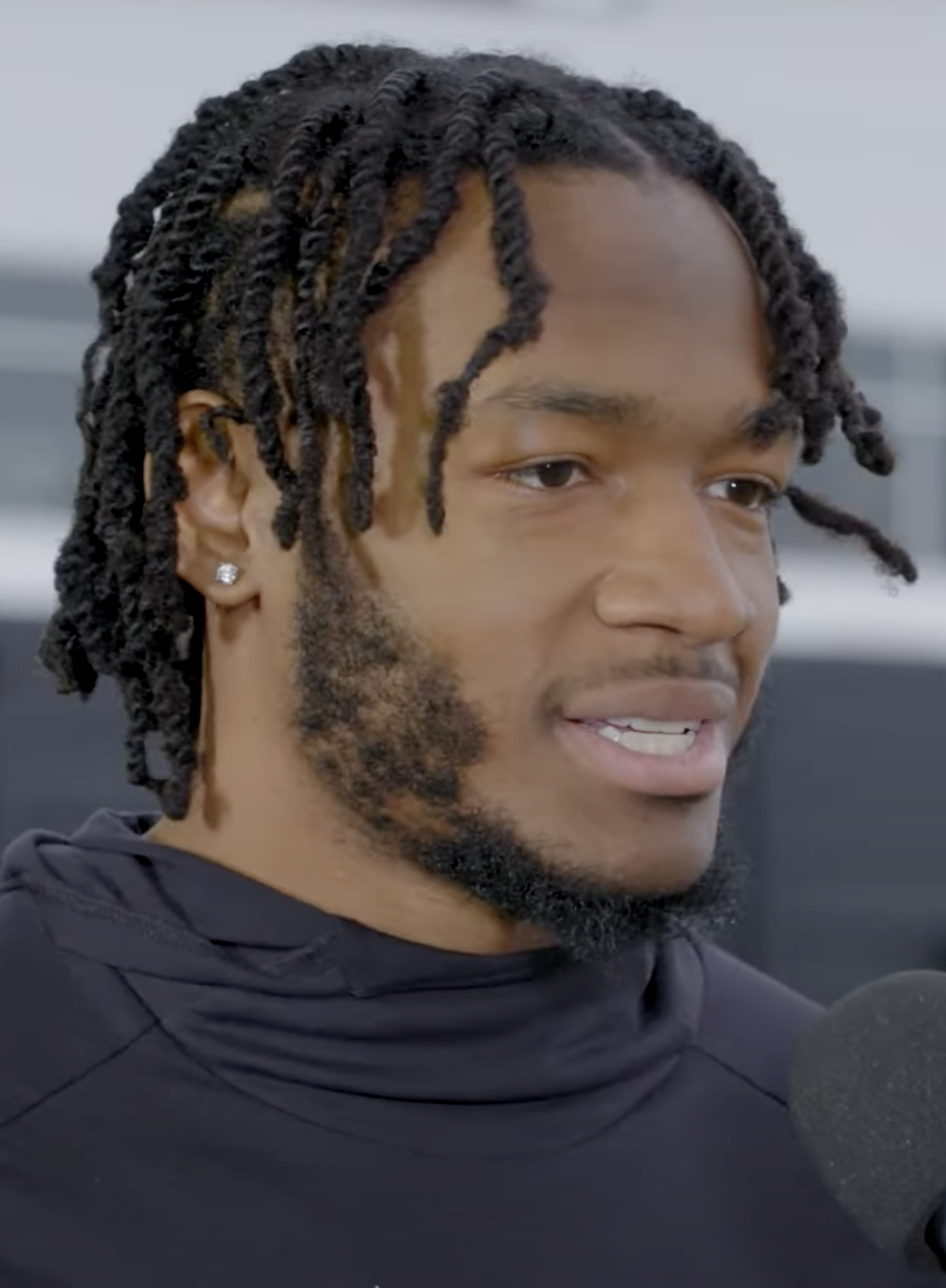
Allan George.

Allan George, född 16 juli 1999 i Andalusia i Alabama, är en amerikansk utövare av amerikansk fotboll. Han har spelat sedan 2022 för Cincinnati Bengals. Han spelade collegefotboll vid Vanderbilt University.